# Schizoporella flexilis
Schizoporella flexilis är en mossdjursart som beskrevs av Ferdinand Canu och Ray Smith Bassler 1927. Schizoporella flexilis ingår i släktet Schizoporella och familjen Schizoporellidae. Inga underarter finns listade i Catalogue of Life.